# Napoleon ist an allem schuld
Pour plus de détails, voir Fiche technique et Distribution.
Napoleon ist an allem schuld (Napoléon est responsable de tout, en français) est un film allemand de Curt Goetz, où il est aussi scénariste et acteur, sorti en 1938.

## Synopsis
Lord Arthur Cavershoot consacre sa vie avec un dévouement complet à ses travaux sur Napoléon Bonaparte. Mais il ne néglige pas son épouse qui porte justement le nom de Josephine. Lorsque Cavershoot se rend à Paris pour assister à une conférence de spécialistes de Napoléon, il fait la connaissance de Madeleine, une jeune danseuse. 
À cause d'une série de circonstances malheureuses, le Daily Mail publie une photo où ils sont tous les deux et titre "Lord Cavershoot montre sa charmante fille de la nuit parisienne". Pour échapper à la colère de sa femme et éviter la suspicion de l'infidélité, Cavershoot présente la jeune femme en Angleterre comme sa fille illégitime. Mais contrairement à ce qu'il pensait, Lady Cavershoot accueille Madeleine cordialement, ce qui ne lui plaît pas du tout. 
En fin de compte, l'amateur de Napoléon connaît son Waterloo et va avec Josephine à Paris afin d'adopter réellement Madeleine comme leur fille.

## Fiche technique
- Titre : Napoleon ist an allem schuld
- Réalisation : Curt Goetz, assisté de Hans Müller (de)
- Scénario : Curt Goetz et Karl Peter Gillmann
- Musique : Franz Grothe
- Direction artistique : Emil Hasler
- Costumes : Ilse Fehling
- Photographie : Friedl Behn-Grund
- Son : Hans Grimm
- Montage : René Métain
- Production : Gerhard Staab (de)
- Sociétés de production : Curt Goetz-Film, Tobis-Tonbild-Syndikat
- Pays d'origine :  Reich allemand
- Langue : allemand
- Format : Noir et blanc - 1,37:1 - Mono - 35 mm
- Genre : Comédie
- Durée : 93 minutes
- Date de sortie :
  - Troisième Reich : 29 novembre 1938

## Distribution
- Curt Goetz: Lord Arthur Cavershoot
- Valérie von Martens: Lady Josephine Cavershoot
- Paul Henckels: Lord Cunningham
- Else von Möllendorf: Madeleine
- Kirsten Heiberg (de): Fifi
- Max Gülstorff: Prof. Meunier
- Willi Schur (de): Diener Rustam
- Leopold von Ledebur: Butler William
- Maria Krahn: Madge
- Hans Mierendorff: Auteur de la revue
- Rudolf Schündler: Journaliste radio
- Eduard von Winterstein: Mr. Harrison
- Jack Trevor (en): Ministre
- Olga Limburg (de): Madame Prunelle
- Werner Schott: Participant au congrès
- Otto Stoeckel: Participant au congrès
- Hermann Pfeiffer (de): Napoléon de la revue
- Karl Platen: Employé du théâtre de Paris
- Horst Birr (de): Jeune reporter à Paris
- Walter Gross: Guide dans le bus.

## Autour du film
Le film est une comédie qui s'appuie sur ses dialogues. Lorsque Cavershoot se fait réveiller le jour de l'anniversaire de la bataille de Waterloo à coups de pistolet par un employé de chambre, pour que ce jour soit authentique, il est davantage un admirateur de Napoléon qu'un historien. Quand il rêve de dire Voilà, un homme! comme l'aurait dit Goethe, Napoléon lui apparaît en songe et répond Voilà, un cochon!.
Le film est réalisé au château de Boitzenburg.
Les dirigeants nazis n'ont pas apprécié ce film qui est une satire et non un film de propagande. Joseph Goebbels n'apprécie pas les jeux de mots au détriment de l'allemand ainsi que la critique du militarisme. Après que Curt Goetz et son épouse Valérie von Martens émigrent en Suisse puis en Californie en 1939, le film est interdit à la demande de Goebbels.

## Article annexe
- Liste des longs métrages allemands créés sous le nazisme